# DeSoto Records
DeSoto Records är ett amerikanskt skivbolag baserat i Washington, D.C. i USA. Skivbolaget bildades 1989 och drivs av  Bill Barbot och Kim Coletta, båda före detta medlemmar i bandet Jawbox. Bolaget skapades från börjar av medlemmar i bandet Edsel för att släppa deras första singelskiva, "My Manacles".

## Diskografi
- The Dismemberment Plan - ! (1995)
- The Dismemberment Plan - The Dismemberment Plan Is Terrified (1997)
- Juno - This Is the Way It Goes and Goes and Goes (1999)
- The Dismemberment Plan - Emergency & I (1999)
- The Dismemberment Plan - Change (2001)
- Juno - A Future Lived in Past Tense (2001)
- Shiner - The Egg (2001)
- The Dismemberment Plan - A People's History of the Dismemberment Plan (2003)
- Maritime - Glass Floor (2004)
- Doris Henson - Give Me All Your Money (2005)
- The Life and Times - Suburban Hymns (2005)
- Jawbox - For Your Own Special Sweetheart (2006, nyutgåva av album från 1994)
- Jawbox - Jawbox (2006, nyutgåva av album från 1996)